# Sy Barry
Pour les articles homonymes, voir Barry.
Seymour Barry, dit Sy Barry (né en 1928) est un dessinateur de bande dessinée américain.
Actif à partir de 1948, il est surtout connu pour avoir repris en 1961 le comic strip d'aventure Le Fantôme au décès de Wilson McCoy, et l'avoir assuré jusqu'à se retraite 1995, ce qui lui a valu d'être traduit dans de très nombreuses langues,.
En 2018, il a été révélé qu'il était le dessinateur de Martin Luther King and the Montgomery Story (en), un comic book pacifiste de seize pages publié en 1957 et largement diffusé pour promouvoir le mouvement des droits civiques et les méthodes non violentes de Martin Luther King.
Il a reçu le prix Inkpot en 2005 pour l'ensemble de sa carrière.